# 함안 방어산 마애약사여래삼존입상
함안 방어산 마애약사여래삼존입상(咸安 防禦山 磨崖藥師如來三尊立像)은 대한민국 경상남도 함안군 방어산에 있는, 남북국 시대 신라의 불상이다.
1963년 1월 21일 대한민국의 보물 제159호 방어산마애불(防禦山磨崖佛)으로 지정되었다가, 2010년 8월 25일 현재의 명칭으로 변경되었다.

## 개요
방어산 절벽에 새겨진 마애약사삼존불입상으로 통일신라 애장왕 2년(801)에 만든 것이다.
본존은 왼손에 약그릇을 들고 있어서 약사여래상임을 알 수 있으며 얼굴이 타원형으로 길게 표현되었다. 어깨는 거대한 몸에 비해 좁게 표현되었고, 힘없이 표현된 신체에서는 긴장감을 느낄 수 없다. 이는 불상 양식이 8세기의 긴장감과 활력이 넘치던 이상적 사실주의 양식에서 현실적인 모습으로 변화하고 있음을 보여준다. 양쪽의 협시보살은 모두 본존을 향하여 자연스럽게 서 있다. 왼쪽은 일광보살로 남성적인 강렬한 인상이고, 오른쪽은 월광보살로 눈썹사이에 달무늬가 새겨져 있다.
언제 만들어졌는지에 대한 글이 새겨져 있어 확실한 연대를 알 수 있으며, 통일신라 조각사 연구에 귀중한 자료가 되는 작품이다.

## 같이 보기
- 방어산

## 참고 문헌
- 함안 방어산 마애약사여래삼존입상 - 국가유산청 국가유산포털